# الحرب الإثيوبية الإيطالية (1887-1889)
الحرب الإثيوبية الإيطالية (1887-1889) هي حرب غير مُعلن عنها بين مملكة إيطاليا والإمبراطورية الإثيوبية. وقعت تلك الحرب خلال فترة الاستعمار الإيطالي لإثيوبيا. انتهى النزاع بمعاهدة صداقة آلت إلى ترسيم الحدود بين إثيوبيا ومستعمرة إريتريا الإيطالية، ولكنها كانت تحتوي على عبارات تحمل عدة معاني مختلفة ما أدى إلى نشوب حرب أخرى: الحرب الإيطالية الإثيوبية الأولى.
واجهت إثيوبيا حربًا على جبهتين بسبب نشوب الثورة المهدية في السودان وزحفها نحو الحدود الإثيوبية السودانية. أُرغم الإمبراطور يوحنس الرابع على مواجهة مقاومة داخلية من جانب كبار رعاياه ذوي النفوذ الكبير. وقّع الملك منليك الثاني معاهدة حياد مع إيطاليا في أكتوبر عام 1887.
اتفق جميع المؤرخون على أن الحرب بدأت في يناير عام 1887، ولكنهم اختلفوا بشأن تاريخ نهايتها. يقول بعضهم أن الحرب بدأت وانتهت في عام 1887، والبعض الآخر يرى أن الحرب ظلت قائمة حتى إبرام معاهدة وتشاله في عام 1889، والبعض الآخر يتعامل مع تلك الحرب والحرب الإثيوبية الأولى على أنها حرب واحدة وقعت في الفترة من عام 1887 إلى 1896. يختلف الناس كذلك في طريقة تسميتها. إذ يطلق عليها البعض الحرب الإثيوبية الإيطالية الأولى، ويطلقون على حرب 1895–96 الحرب الإثيوبية الإيطالية الثانية. وفي بعض الأحيان الأخرى تعتمد تسمية الحرب على تاريخ وقوعها فقط.
يميل المؤرخون الإيطاليون إلى الجمع بين جميع الحروب التي وقعت في الفترة 1885–1896. عُرفت تلك الحرب في بادئ الأمر بحرب أفريقيا (بالإيطالية: Guerra D’Africa)، وهو مصطلح يعكس طموحات إيطاليا الاستعمارية الواسعة في تلك الفترة. قال المؤرخ الإيطالي جوزيبي فينالدي: «تُدعى تلك الحرب حرب أفريقيا، وليس حرب إريتريا أو أي شيء من هذا القبيل».

## خلفية
كان خليج عصب أول مستعمرة إيطالية في أفريقيا التي أضحت تُدعى لاحقًا مستعمرة إريتريا. اشتراها جوزيبي سابيتو بالنيابة عن شركة روباتينو للشحن في 15 نوفمبر 1869 من الأخوين حسن وإبراهيم بن أحمد في مقابل 6,000 ريال نمساوي. اُفتتحت قناة السويس بعدها بيومين. انتهت الصفقة ببيع الأراضي في مقابل 8,350 ريال نمساوي ومشاركة السلطان عبد الله سهيم بصفته طرفًا فيها. وفي 11 مارس عام 1870، اشترى سابيتو كذلك خليج بويا من نفس الأخوين والسلطان. رغم ذلك لم تجد الشركة نفعًا من خليج عصب في الفترة بين 15 أبريل 1870 وديسمبر عام 1879. عرضت الشركة تلك الأراضي على الحكومة الإيطالية التي أصدرت بدورها قانونًا في 5 فبراير 1885 يقر بأن خليج عصب مستعمرة إيطالية.

## الحملة

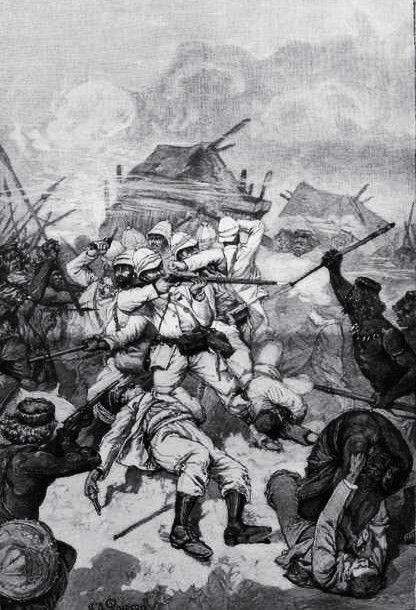
قتال الساهاتي.

### حملة جوندت
دخلت إيطاليا في صراع مع إثيوبيا بسبب احتلالها مدينة مصوع والمنطقة المحيطة بها التي كانت من نصيب إثيوبيا، واضطرت إلى مواجهة جيوش راس آلولة حاكم مدري بحري.
هاجم آلولة قلعة ساهاتي الإيطالية في الرابع أو الخامس والعشرين من يناير عام 1887. هُزم جنوده في أعقاب المناوشات اللاحقة وتقهقروا إلى الوراء. وفي 26 يناير داهم جيش إثيوبي قوامه 15,000 رجلًا كتيبة إيطالية مُتجهة لدعم قلعة ساهاتي، وأبادوها كلها تقريبًا في جوندت التي تبعد مسافة 10 أميال (16 كم) عن مصوع. تبين لاحقًا أن معركة جوندت كانت من أهم المعارك في تاريخ إثيوبيا الحديث. لم يرغب آلولة بعدها في الاستمرار في الحرب حتى يأخذ إذنًا من يوحنس. دخل آلولة مدينة أسمرة في 31 يناير 1887.
استجابت إيطاليا لمعركة جوندت على الفور. خصص البرلمان الإيطالي 5 ملايين ليرة إيطالية لإمداد مصوع بالعتاد والجنود. أرسلت إيطاليا جيشًا للدفاع عن المدينة، بينما سحب يوحنس الرابع جيوشه لتجنب المواجهة المباشرة مع إيطاليا. فتك المرض بالجنود الإيطاليين، وانسحبوا من مواقعهم في مارس عام 1887، ما آذن بانتهاء أول طور من تلك الحرب.
بقي آلولة على اتصال مع الإيطاليين عقب انتصاره للتفاوض بشأن السجناء. فرض آلولة حصارًا بريًا على مصوع في محاولة منه لقطع التجارة عنها، ما أثار غضب التجار المسلمين المحليين، وجعلهم يقفون في صف الإيطاليين.